# Aphelodoris
Genre
Aphelodoris est un genre de mollusques de l'ordre des nudibranches, au sein de la famille des Dorididae.

## Liste des espèces
Selon World Register of Marine Species (17 novembre 2018) :
- Aphelodoris antillensis Bergh, 1879
- Aphelodoris berghi Odhner, 1924
- Aphelodoris brunnea Bergh, 1907
- Aphelodoris gigas N. G. Wilson, 2003
- Aphelodoris greeni Burn, 1966
- Aphelodoris karpa N. G. Wilson, 2003
- Aphelodoris lawsae Burn, 1966
- Aphelodoris luctuosa (Cheeseman, 1882)
- Aphelodoris rossquicki Burn, 1966
- Aphelodoris varia (Abraham, 1877)

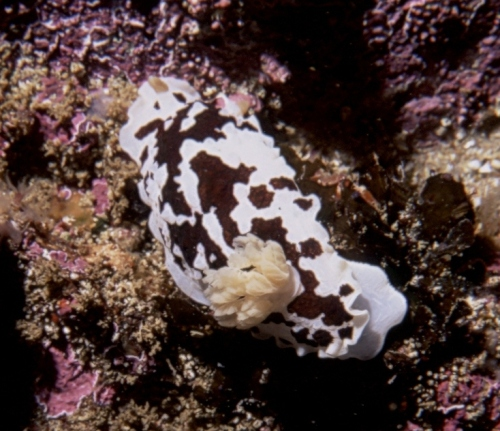
Aphelodoris brunnea
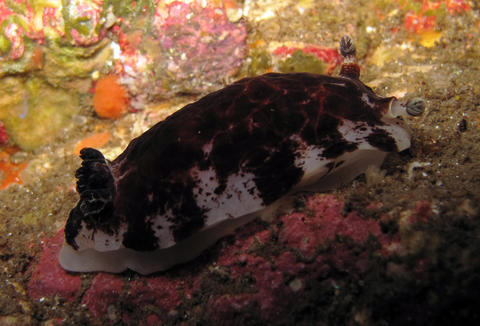
Aphelodoris luctuosa
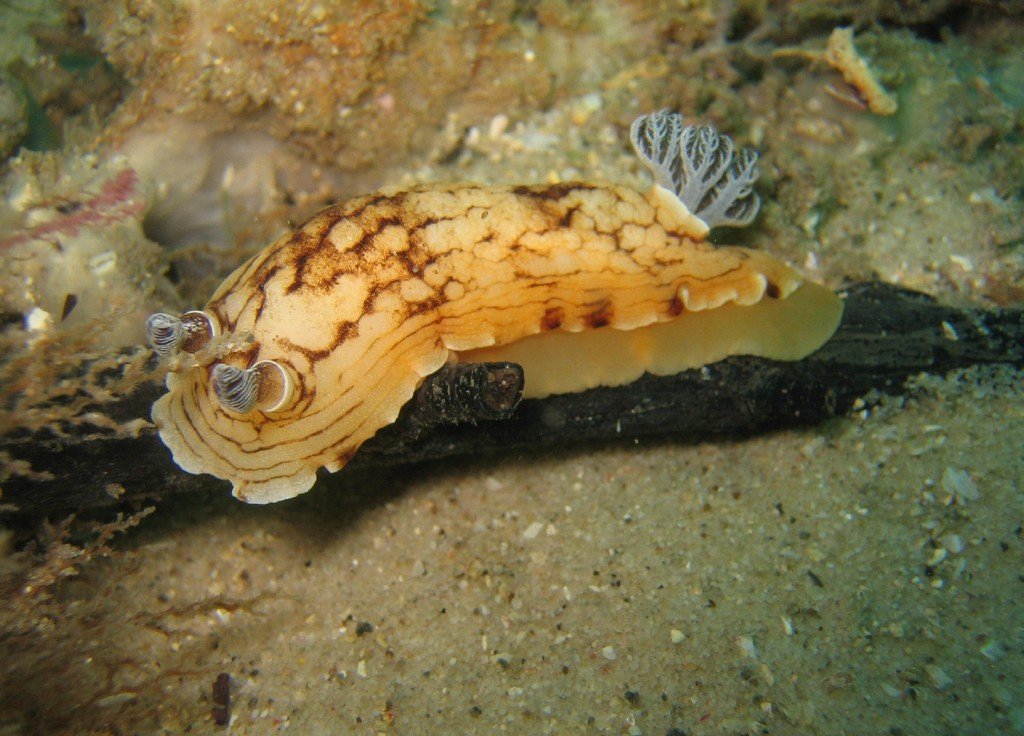
Aphelodoris varia